# Imiberi
Imiberi (littéralement Est Imi ; souvent désigné par son nom en anglais : East Imi) est un woreda de l'Est de l’Éthiopie situé dans la zone Shabelle de la région Somali. Ce district a 81 721 habitants en 2007 et porte le nom de son chef-lieu. Sa partie orientale se détache récemment sous le nom d'Aba-Korrow.
Anciennement partagé entre le district Gudis au nord et un district « East Imi » plus petit le long du Chébéli, le district est regroupé sous le nom d'Imiberi au moment du recensement national de 2007. 
Extrémité ouest de l'actuelle zone Shabelle, le district est bordé à l'ouest et au sud par le Chébéli qui le sépare de la région Oromia et de la zone Afder, il s'étend au nord jusqu'à la zone Nogob,,.
|         | Ayun      | Dihun      |
| Seweyna | Imiberi   | Aba-Korrow |
| Raso    | Mirab Imi |            |

Son chef-lieu peut s'appeler en anglais : East Imi, en somali : Iimeey Bari, en amharique : Misrak Imi ou simplement Imi, c'est la partie de la ville d'Imi située sur la rive gauche du Chébéli.
D'après le recensement national de 2007 réalisé par l'Agence centrale de la statistique d'Éthiopie dans le périmètre comprenant encore Aba-Korrow, le district compte 81 721 habitants dont 14 % de citadins qui sont les 11 403 habitants du chef-lieu.
Plus de 99 % des habitants sont musulmans.
Environ 17 % sont des éleveurs[réf. souhaitée].
En 2022, la population est estimée sur le même périmètre à 119 599 personnes avec une densité de population de 19 personnes par km2 et 6 260 km2 de superficie.
Entre-temps, le district se réduit à 3 201 km2 tandis que 2 096 km2 sont attribués au nouveau woreda Aba-Korow.